# Municipio de Tavern
El municipio de Tavern (en inglés: Tavern Township) es un municipio ubicado en el condado de Pulaski en el estado estadounidense de Misuri. En el año 2010 tenía una población de 3349 habitantes y una densidad poblacional de 14,8 personas por km².

## Geografía
El municipio de Tavern se encuentra ubicado en las coordenadas 37°57′58″N 92°17′53″O / 37.96611, -92.29806. Según la Oficina del Censo de los Estados Unidos, el municipio tiene una superficie total de 226.29 km², de la cual 225,71 km² corresponden a tierra firme y (0,26 %) 0,58 km² es agua.

## Demografía
Según el censo de 2010, había 3349 personas residiendo en el municipio de Tavern. La densidad de población era de 14,8 hab./km². De los 3349 habitantes, el municipio de Tavern estaba compuesto por el 95,13 % blancos, el 0,69 % eran afroamericanos, el 0,78 % eran amerindios, el 0,51 % eran asiáticos, el 0,48 % eran de otras razas y el 2,42 % eran de una mezcla de razas. Del total de la población el 2,12 % eran hispanos o latinos de cualquier raza.